# Palmyra (Indiana)
Palmyra é uma cidade  localizada no estado americano de Indiana, no Condado de Harrison.

## Demografia
Segundo o censo americano de 2000, a sua população era de 633 habitantes.
Em 2006, foi estimada uma população de 716, um aumento de 83 (13.1%).

## Geografia
De acordo com o United States Census Bureau tem uma área de
2,6 km², dos quais 2,4 km² cobertos por terra e 0,2 km² cobertos por água.

## Localidades na vizinhança
O diagrama seguinte representa as localidades num raio de 16 km ao redor de Palmyra.